# Distichopora serpens
Distichopora serpens är en nässeldjursart som beskrevs av Hjalmar Broch 1942. Distichopora serpens ingår i släktet Distichopora och familjen Stylasteridae.
Artens utbredningsområde är Indiska oceanen. Inga underarter finns listade i Catalogue of Life.